# Hausruck und Kobernaußerwald

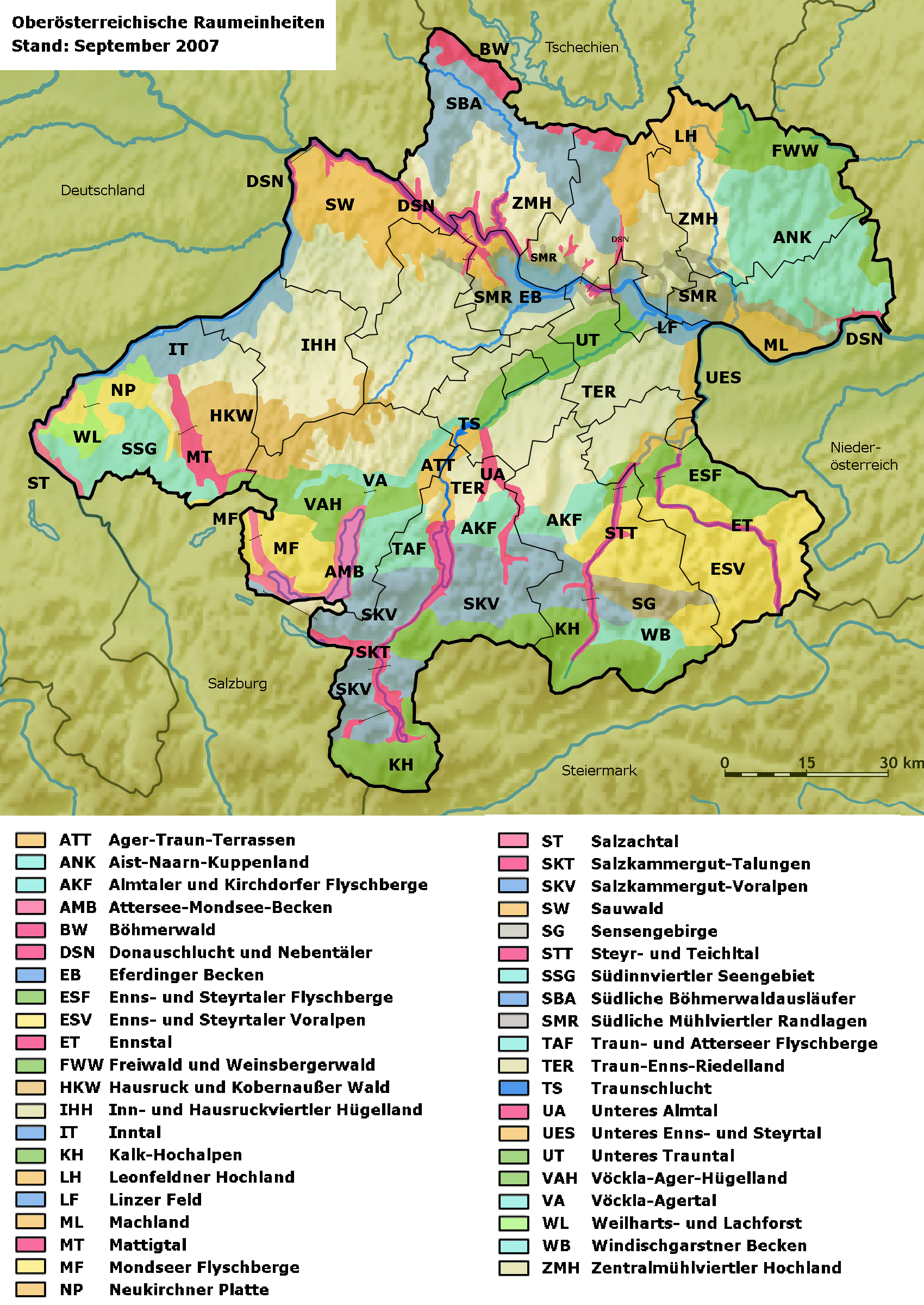
Alle OÖ Raumeinheiten

Der Hausruck und Kobernaußerwald ist eine der 41 oberösterreichischen Raumeinheiten und liegt an der Grenze zwischen dem Inn- und Hausruckviertel.

## Lage
Die Raumeinheit liegt in den vier Bezirken Braunau, Grieskirchen, Ried und Vöcklabruck und besteht aus 2 Teilbereichen.
Die Fläche des Hausruck und Kobernaußerwalds beträgt 410,45 km². Der tiefste Bereich ist der Randbereich zu den umliegenden Raumeinheiten mit rund 600 m ü. A. Die höchste Erhebung des Kobernaußerwalds ist der Steiglberg mit 767 m ü. A., die des Hausrucks der Göblberg mit 801 m ü. A.
Die Grenze zwischen Hausruck und Kobernaußerwald bildet im Norden der Wadzellerbach (Ach) und im Süden die Fornacher Redl. Zwischen den beiden Quellen bildet eine gerade, gedachte Linie über die sogenannten Fleischhackergräben die Grenze. Auf der „Flucht-Höhe“ (Grenze zwischen Hausruck- und Innviertel) steht eine Holzskulptur mit Karte und Erklärung.
Folgende Gemeindegebiete liegen gänzlich oder größtenteils im Hausruck und Kobernaußerwald (alphabetisch geordnet): Ampflwang im Hausruckwald, Eberschwang, Fornach, Lengau, Lohnsburg, Maria Schmolln, Mettmach, Pöndorf, Redleiten, St. Johann am Walde und Waldzell.
Die Raumeinheit ist von folgenden OÖ Raumeinheiten umgeben (Im Uhrzeigersinn, beginnend im Norden): Inn- und Hausruckviertler Hügelland, Vöckla-Ager-Hügelland, Südinnviertler Seengebiet und Neukirchner Platte.
Ein kleineres Hügelgebiet westlich der Raumeinheit Mattigtal wird zur Raumeinheit Hausruck und Kobernaußerwald gerechnet, sodass diese in zwei Teile zerfällt.
Der Hausruck und Kobernaußerwald ist in zwei Untereinheiten gegliedert:
- Waldgebiet
- Siedlungsgebiet und Landwirtschaft.

## Charakteristik

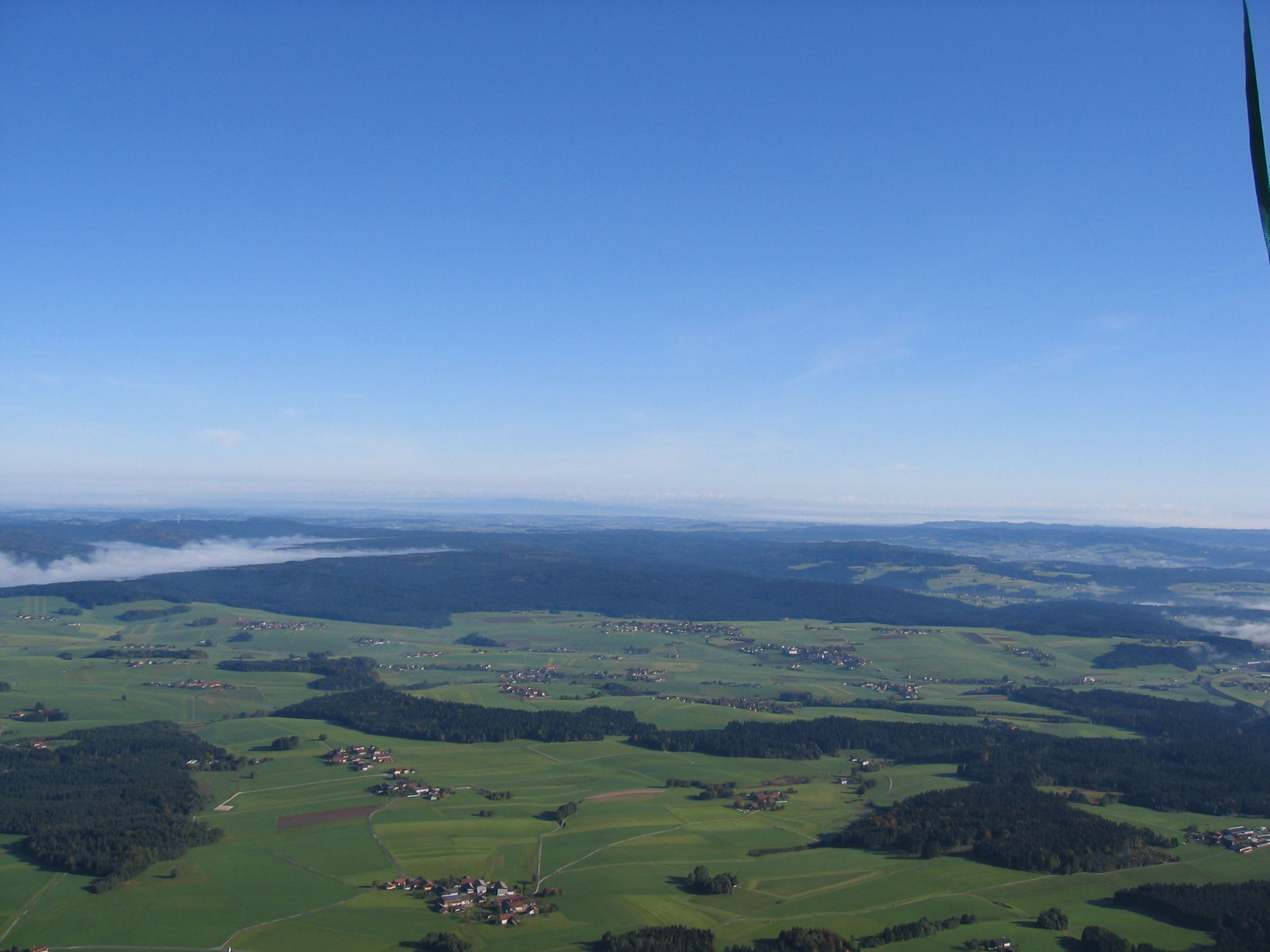
Kobernaußerwald vom Ballon aus gesehen

- Zerfurchtes Hügelland zwischen 600 und 800 Metern Seehöhe mit Mittelgebirgscharakter.
- Früher Braunkohleabbau (ca. 1766 bis 1995).
- Hoher Waldanteil im Zentrum der Raumeinheit (teils über 90 %) mit sehr hohem Fichtenanteil. Im Hausruck sind auch Waldmeister-Buchenwaldreste häufiger anzutreffen. Weiters gibt es noch Reste von Eichen-Hainbuchenforsten, Eschen-Feuchtforsten und Schwarzerlen-Bachforsten. Die forstwirtschaftliche Nutzung hat die Tendenz zu naturnaher Bewirtschaftung (Femel- und Plenterwirtschaft). Dazu besteht ein dichtes Forststraßennetz.
- Viele kleine, naturnahe Bäche treten meist unverbaut zu Tage und haben begleitende Galeriewälder (Schwarzerle, Esche und Bruchweide). Im Unterlauf säumen nährstoffreiche Wiesen die Bäche.
- Es gibt noch sehr kleinräumige Reste von artenreichen, teils vermoorten Waldwiesen. Dennoch nur eine geringe Anzahl an Kulturlandschaftselementen (Hecken, Magerwiesen und Obstbaumwiesen).
- Bei Randlagen, vor allem im Nordwesten, existiert eine enge Verzahnung von Wald und Grünland mit 30 bis 40 % Waldanteil.
- Unterhalb des Hausruck-Deckenschotters gibt es Süßwasserschichten, dennoch sind oberflächliche Teiche selten.
- Nur wenige größere Ortschaften (Ampflwang) existieren, meist sind es Vierseithöfe in Einzellage.
- Niederschlagsreiches Klima mit bis zu 1400 mm Jahresniederschlagsmenge.